# Natural (S Club 7)
Natural è un singolo del gruppo musicale britannico S Club 7, pubblicato nel 2000 ed estratto dall'album 7.

## Video
Il videoclip della canzone è stato diretto da Andy Morahan.

## Tracce
- CD 1 (UK)

1. Natural (Single version)
2. Natural (Crash 'N' Burn mix)
3. Natural (Full Crew mix)
4. Natural (CD-rom video)

- CD 2 (UK)

1. Natural (Single version)
2. If It's Love
3. You're My Number One (Almighty mix)
4. Natural (Picture Gallery CD-rom)